# Althaea (genre)
Pour les articles homonymes, voir Althaea.
Cet article possède des paronymes, voir Althéa, Altea et Alcea.
Genre
Althaea est un genre de plantes de la famille des Malvaceae. Il contient notamment les guimauves.

## Étymologie
Althaea désignait en latin et en grec la guimauve officinale, plante médicinale réputée. Le terme dérive du grec althainô, « guérir ».

## Liste d'espèces
Le genre Althaea compte une vingtaine d'espèces : 
- Althaea angulata Freyn
- Althaea arborea (L.) Kuntze
- Althaea armeniaca Ten.
- Althaea bertramii Post & Beauverd
- Althaea cannabina L.
- Althaea chrysantha Sam.
- Althaea damascena Mouterde
- Althaea haussknechtii Baker
- Althaea hiri Parsa
- Althaea hirsuta L.
- Althaea × litvinovii Iljin
- Althaea loftusii Baker
- Althaea longiflora Boiss.& Reut.
- Althaea ludwigii L.
- Althaea octaviae Evenari
- Althaea officinalis L. Guimauve officinale
- Althaea oppenheimii Ulbr.
- Althaea villosa Blatt.

## Espèces européennes
| Espèce                                  | Fleur | Feuille | Répartition                                                                              | Description |
| --------------------------------------- | ----- | ------- | ---------------------------------------------------------------------------------------- | --- |
| Guimauve faux-chanvre Althaea cannabina |       |         | Méditerranéenne, moitié sud de la France, du Portugal, Afrique du Nord, jusqu'en Turquie | Atteignant 2 mètres de haut. Feuilles en forme de feuilles de chanvre.                                                                                     |
| Guimauve hirsute Althaea hirsuta        |       |         | Espagne, France, Allemagne, Italie, Méditerranéenne                                      | Plante hérissée de longs poils. Feuilles supérieures profondément découpées en trois ou cinq lobes dentés Feuilles inférieures, presque rondes, crénelées. |
| Guimauve officinale Althea officinalis  |       |         | Maritime d'origine méditerranéenne                                                       | Feuilles couvertes d'une pubescence veloutée |

## Consommateur
La chenille du papillon de jour (rhopalocère) suivant se nourrit d'Althaea :
- Hespérie de la passe-rose, Carcharodus alceae (Hesperiidae).